# Perosa Canavese
Perosa Canavese (piemontiul: Prosa) település Olaszországban, Lombardia régióban, Torino megyében. Lakosainak száma 511 fő (2023. január 1.). Perosa Canavese Romano Canavese, San Martino Canavese, Scarmagno és Pavone Canavese községekkel határos.

## Népesség
A település népességének változása:
| Lakosok száma | 539  | 530  | 511  |
|               | 2017 | 2018 | 2023 |